# Federico Ballell Maymi
Federico Ballell Maymi (Guayama, 1864 – Barcellona, 1951) è stato un ingegnere e fotografo spagnolo noto per aver documentato la vita delle Ramblas barcellonesi all'inizio del XX secolo.

## Biografia
Federico Ballell Maymi (Guayama, Porto Rico, 1864 - Barcellona, 1951) era figlio di un emigrato spagnolo a Porto Rico. Dopo la morte della madre Emilia, avvenuta a Blanes il 27 ottobre 1871 lo troviamo a Barcellona all'età di sette anni. A Barcellona frequenta i corsi di ingegneria industriale e si appassiona alla fotografia realizzando i suoi primi lavori come ritrattista.
Nel 1885 consegue a Barcellona la laurea in ingegneria industriale e nel 1888 sposa Maria dels Àngels Cuyàs Aguiló, originaria di Mataró.
Dopo tale data torna a Porto Rico con la moglie dove apre uno studio fotografico di cui restano alcuni ritratti e foto di strade.
Nel giugno del 1891 partecipa alla grande Esposizione Fotografica organizzata dalla Società Fotografica Spagnola presso la casa Gibert di Barcellona. Lavora anche per il Servizio meteorologico della Catalogna realizzando fotografie di nuvole.
Nel 1901 il Bollettino Ufficiale dà notizia che ha concorso al posto di verificatore dei contatori del gas insieme a Lorenzo Cuffi, Jaime Arólas, Manuel Llopis Puig, Victoriano Cuffi e Federico Colomer.

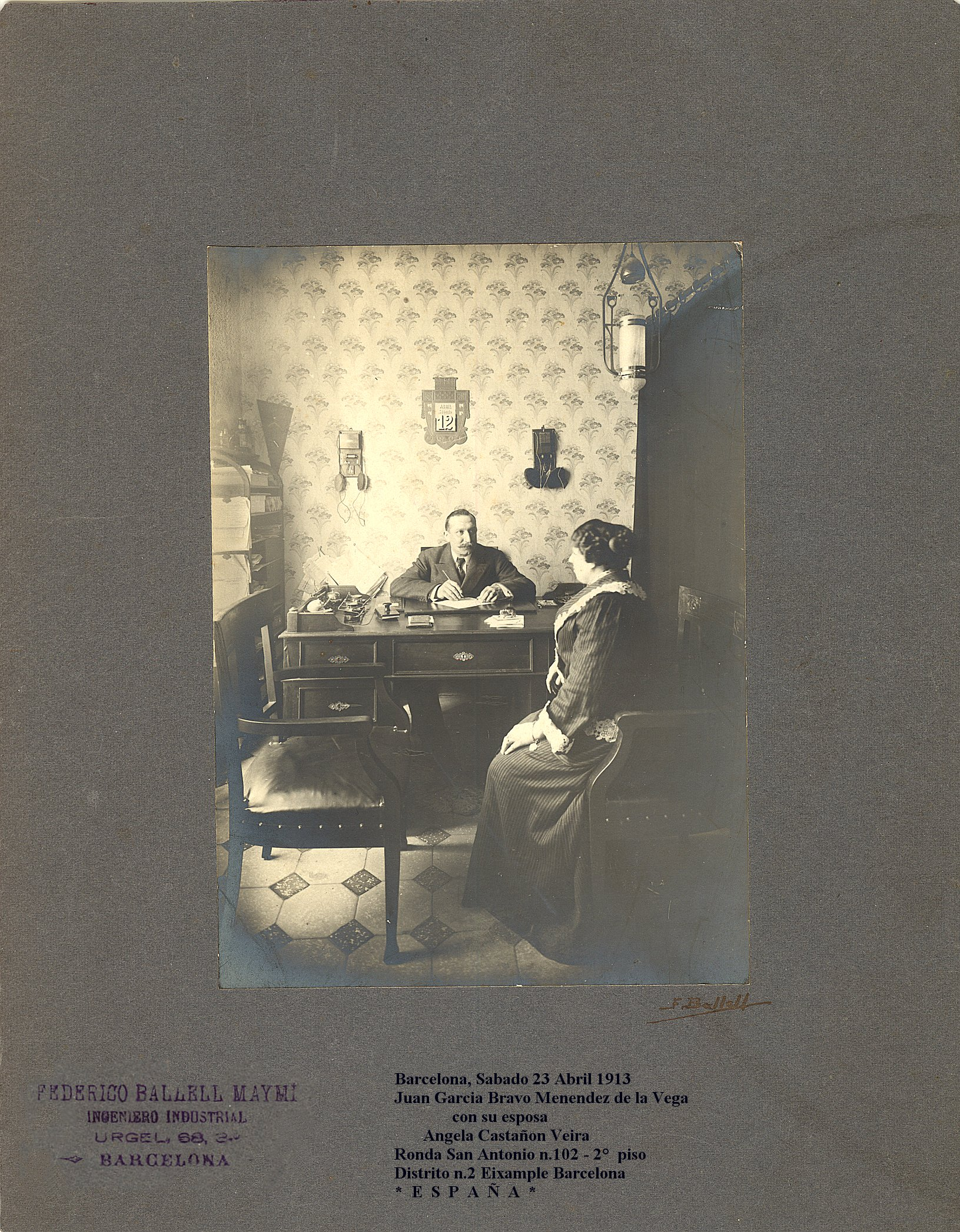
Foto dei coniugi Garcia-Bravo 12 aprile 1913 pubblicata su Mundo Gráfico del 30 aprile 1913 come pubblicità al prodotto Capilar Americano distribuito nell'American Clinica de Barcelona di Juan García-Bravo Menéndez.

All'inizio del 1900 torna a Barcellona dove inizia la sua collaborazione come fotografo con la Ilustració Catalana dal primo numero pubblicato nel 1903 fino alla sua chiusura nel 1917. Nel contempo collabora anche alle riviste: Feminal, La Esquella de la Torratxa, La Campana de Gràcia, La Hormiga de Oro divenendo uno dei più importanti fotoreporter catalani al pari di Fernando Rus e di Adolf Mas. Conscio dell'importanza divulgativa e informativa del suo lavoro e volendo anche difenderlo entra a far parte del gruppo che fonda la Associació de la Premsa Barcelona nel 1909 ai cui atti risulta partecipare sino alla fine del 1932.

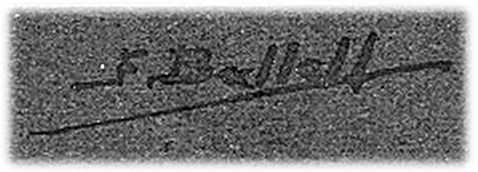
firma autografa di Federico Ballell Maymi - 1913

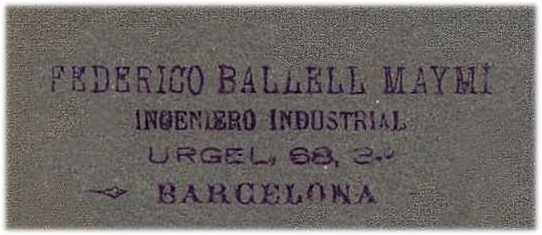
timbro con indirizzo dell'ingeniero industrial Federico Ballell Maymi, Urgell, 68 3°, Barcelona - 1913

Nel 1913 abitava in Calle del Comte d'Urgell 68,3, nel distretto dell'Eixample di Barcellona, come risulta dal suo timbro sull'originale, di proprietà privata, della fotografia pubblicata su Mundo Gráfico del 30 aprile 1913 dedicata al prodotto Capilar Americano distribuito nella American Clinica de Barcelona di Juan Garcia-Bravo Menendez.
L'alta qualità delle sue immagini fa sì che la sua attività di fotoreporter venga richiesta anche da riviste madrilene come Blanco y Negro, La Esfera e il quotidiano ABC.
Il quotidiano ABC del 14 maggio 1942 riporta la notizia che Federico Ballell Maymi ha avuto il diploma onorifico del concorso di fotografia organizzato dalla rivista di informazione commerciale spagnola a cui ha partecipato per il tema Pesca.
I temi delle sue fotografie spaziavano dalla natura, agli animali, alle vedute panoramiche di strade e paesaggi, alla vita sociale e mondana e da una certa data erano anche in relazione ai suoi studi di ingegneria industriale. Delle Ramblas di Barcellona ha lasciato centocinquanta fotografie che documentano la vita quotidiana di queste importanti e caratteristiche arterie cittadine fra il 1907 e il 1908, quando era in costruzione la Via Laietana, di cui nel 1945 il municipio di Barcellona ha acquisito i negativi per la loro rilevanza di documentazione storica della città.
Federico Ballell Maymi aveva il gusto di rappresentare i suoi soggetti senza metterli in posa ma cogliendoli nell'attimo fuggente. Il suo scopo ultimo era documentare la vera essenza del soggetto in linea con il concetto pittorico del plein air.
Nel 1924 aderisce alla costituenda Federación Ibérica de Sociedades Protectoras de Animal i Plantas. Nel 1927 ne presiede la sezione della protezione delle razze canine e nel 1932 è consigliere della sezione barcellonese della stessa.
Federico Ballell Maymi muore a Barcellona nel 1951.